# 関口正晴
関口正晴（せきぐち まさはる、1970年6月26日 - ）は、株式会社ライターズ・オフィスに所属する日本の放送作家。東京都出身。元は芸能事務所・アライバルの社員で、とんねるずのマネージャーとして知られていた。
ライターズ・オフィスのサイトによれば、放送作家としての活動は2003年から。

## 略歴
『とんねるずのみなさんのおかげです』の大道具（東宝舞台所属）を経てマネージャーに転向。
お笑いコンビ・とんねるずのマネージャーを15年以上務めていた。
1990年代前半の『とんねるずのみなさんのおかげです』などではエンディングトークで「ピッペン関口」として、XのWEEK ENDをカラオケ熱唱したり、「美形マネージャー」として、アイドル的な扱いを受け、その当時の話題性と、同時期とんねるずが出光興産のイメージキャラクターであったことから、特撮映画『ウルトラマンゼアス』で主人公・朝日勝人を演じたが、同年代後半の『とんねるずのみなさんのおかげでした』以降は登場機会が減って行った。当時の番組発ユニット・野猿の人気に便乗し、強引にメンバーになろうとする、メンバーの暴露話をするなど、盛り上げ役に徹する場合が多かった。

## 担当番組
- 天才!トコロ店（2004年- 2005年、TBS）- 構成
- しのぶ・まさみshow'05 恋してラララ（2005年、フジテレビ）- 構成
- 所萬遊記（2005年- 2006年、TBS）- 構成
- 三竹天狗（2006年- 2007年、テレビ朝日）- 構成
- くらしのサプリ!集合!鈴木三姉妹（2011年- 2012年、BS朝日）- 構成
- 学校の怪談（2012年、BeeTV）- 構成

## 出演作品

### テレビ
- とんねるずのみなさんのおかげです（フジテレビ） - 大道具、マネージャーとして出演
- とんねるずのみなさんのおかげでした（フジテレビ）※マネージャーとして出演
- とんねるずの生でダラダラいかせて!!（日本テレビ）

### 映画
- ウルトラマンゼアス（1996年、中島信也監督）主演・朝日勝人役
- ウルトラマンゼアス2 超人大戦・光と影（1997年、小中和哉監督）主演・朝日勝人役